# Грую Ценов
Грую Николов Ценов е деец на БРСДП (т.с.) родом от град Брацигово.
Роден в бедно семейство, Грую отрано работи най-черна работа, за да подпомогне семейството в изкарването на прехраната. Работи като грънчар, а след отбиване на военната служба работи като телеграфопощенски служител в село Поибрене през 1907 г. По-късно е назначен за началник на пощата в село Красново. Тук той се запознава с бъдещата си жена Мария Зладалиева от град Копривщица.
По време на участието му в Първата световна война Ценов на фронта попада на войници тесни социалисти и след края на войната се прибира като убеден комунист.
След войната Ценов се установява да живее в град Копривщица, но не работи по специалността си, а упражнява професията на кюмюрджия (въглищар). Тогава се включва в дейността по организирането на Дружеството за залесяване, но това не пречи на властите да го подложат на преследване заради неговите политически убеждения.
След Деветоюнския преврат Грую Ценов е арестуван и интерниран в село Красново. Там служи за свръзка по време на Септемврийското въстание на въстаниците от Красново, Копривщица и околните села.
Съдбата му е решена в Копривщица. По време на сбирка в квартирата му на комунисти на 5 февруари 1924 г. кметът на града Иван Рашков, придружен от полицаи, го повиква до входната врата и го застрелва с личния си пистолет, без следствие, съд и присъда.
На 24 март 1944 г. Иван Рашков, началник на „Обществена сила“ по това време, е разстрелян от партизани от Партизанска бригада „Георги Бенковски“, с командир Иван Врачев и с присъда от Щаба на бригадата.